# Otto Nyberg

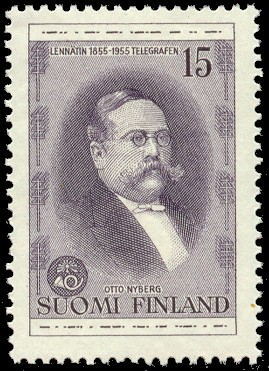
Otto Nyberg auf einer finnischen Briefmarke anlässlich der Hundertjahrfeier des Telegrafen in Finnland (1955)

Otto Gustaf Nyberg (* 25. Juni 1825 in Rautalampi; † 3. September 1879 in Oulu) war ein finnischer Oberstleutnant der Kaiserlich Russischen Armee und späterer (1873–1879) Gouverneur des Gouvernements Oulu (Uleaborg).
Bekannt ist er vor allem auch aufgrund seines Wirkens als erster Leiter der finnischen Telegrafenbehörde.

## Leben
Geboren im Großfürstentum Finnland des Russischen Kaiserreichs als erstes Kind des Kammerrats Claes-Henrik Nyberg und von Otteliana Anna von Fieandt wurde er im finnischen Kadettenkorps in Hamina zum Offizier ausgebildet. Danach diente er in verschiedenen Einheiten der Kaiserlich Russischen Armee, bevor er im Jahr 1855 mit dem Rang eines Oberstleutnants ausschied und nach Finnland zurückkehrte. 
Dort bekleidete er fortan wichtige Positionen in der Verwaltung des Großfürstentums, unter anderem wurde er der erste Leiter der dortigen Telegrafenbehörde. Durch sein Wirken verbesserte er den Status der finnischen Sprache im Telegrafieverkehr und erreichte ferner, dass auch Frauen den Beruf einer Telegrafistin ergreifen konnten.
Im Jahr 1873 wurde er zum Gouverneur von Uleaborg (Oulu) ernannt, ein Amt, das er sechs Jahre lang ausübte bis zu seinem Tod im Alter von 54 Jahren.
Otto Gustaf Nyberg war der Ehemann von Leontine Geschwendt (1830–1893), mit der er eine Tochter hatte, Anna Elisabeth Gripenberg (1855–1916), sowie Partner von Maria Samuelintytär Udd (1840–1870), mit der er einen unehelichen Sohn hatte, Karl Emil Berg (1869–1921). Dieser stieg zum finnischen General auf und war vom 15. August 1919 bis zum 15. März 1920 finnischer Kriegsminister.